# Lisinopril
Il  Lisinopril  è un principio attivo impiegato per curare l'ipertensione. Appartiene alla classe di farmaci inibitori dell'enzima di conversione dell’angiotensina (ACE-inibitori), è dispensato dal farmacista in farmacia mediante prescrizione medica. Oltre al trattamento dell’ipertensione essenziale, è utilizzato anche per il trattamento dello scompenso cardiaco sintomatico e per il trattamento a breve termine dei pazienti che hanno avuto un infarto miocardico acuto.

## Sintesi della molecola
Il capostipite tra gli ACE-inibitori è il Captopril, analogo di peptidi derivati dal veleno della vipera brasiliana Bothrops jararaca.
Per la sintesi del Captopril si è partiti dalla prolina, in quanto era l'amminoacido terminale presente nel veleno della vipera. Nello specifico si è scelta la succinilprolina in quanto possiede la giusta distanza tra terminale carbossilico e carbonio carbonilico per la coordinazione dello zinco nel sito d'azione. Si è poi aggiunto un gruppo metilico per aumentare l'affinità di legame. Infine, si è sostituito il carbossile terminale con un gruppo tiolico per migliorare l'interazione con lo zinco, fondamentale cofattore nella reazione di idrolisi mediata dall’enzima ACE.
Il Captopril è tuttora un potente inibitore ma presenta alcuni effetti collaterali quali eritemi della pelle e disturbi del gusto dovuti proprio al gruppo tiolico (SH). Uno dei primi passaggi è stato quello di ottenere dei composti con attività analoga, e quindi sempre con elevata affinità al sito catalitico dell'enzima, ma senza il gruppo SH, questo per cercare di mitigare gli effetti avversi. È stato dunque sostituito il gruppo SH con il gruppo carbossilico e si è sintetizzato quindi l’Enalapril, che è un profarmaco derivato del Captopril ma con un gruppo aggiuntivo feniletilico che ha migliorato l'affinità della molecola per il sito attivo. Inoltre, un altro aspetto che si è cercato di risolvere è stato quello dell’emivita breve del Captopril e della necessità di più somministrazioni giornaliere.
Dall’enalaprilato, metabolita attivo dell'Enalpril, si è ricavato l’analogo lisinico, il Lisinopril. Questa modifica permette un’interazione più prolungata con la tasca catalitica e permette a questa molecola di mantenere la sua attività nel tempo e dunque a permetterne la mono-somministrazione giornaliera aumentando in questo modo anche la compliance dei pazienti rispetto, ad esempio, al Captopril.

## Struttura chimica
Il Lisinopril è un ACE-inibitore competitivo enzimatico e, come tale, ha una struttura chimica di base che tende ad assomigliare allo stato di transizione tetraedrico derivante dall’idrolisi dell’angiotensina I in angiotensina II. Tale somiglianza permette di utilizzare questo farmaco come falso substrato per l’enzima ACE.
In particolare, il Lisinopril è un analogo tripeptidico con carattere anfotero in cui troviamo una lisina legata ad una prolina e a un gruppo carbossifeniletilico; è l’analogo lisinico dell’enalaprilato. La prolina consente di avere un gruppo carbossilico per l’interazione ionica con gli aminoacidi basici, come l’arginina, presenti nel sito attivo dell’enzima. La presenza di anelli aromatici è importante per l’interazione con la tasca idrofobica dell’enzima. Il gruppo carbossilico centrale chela lo zinco, cofattore essenziale per l’enzima ACE. Queste tre interazioni, che avvengono tra il Lisinopril e la tasca catalitica dell’enzima ACE, sono requisiti essenziali per il posizionamento nel sito attivo e sono necessari per la buona funzionalità dell’inibitore.
Inoltre, la lisina permette un’interazione più prolungata con la tasca catalitica e permette a questa molecola di mantenere la sua attività nel tempo. Il gruppo aminobutilico, ovvero la catena laterale della lisina, presenta un gruppo aminico idrolizzabile che rende questa molecola uno zwitterione in cui i gruppi si neutralizzano tra loro. Questo rende la molecola formalmente neutra e quindi ne migliora la penetrazione attraverso le membrane senza la necessità di esterificazione; può essere utilizzato come tale e non come profarmaco.

## Farmacodinamica
Il sistema RAS ha un importante ruolo nella fisiopatologia dell’ipertensione, dello scompenso, delle vasculopatie e dell’insufficienza cardiaca, ed è a questo livello che agisce principalmente l’enzima ACE. Gli ACE inibitori provocano la riduzione della pressione sanguigna poiché causano una riduzione dell’angiotensina II.
Gli effetti mediati dall'angiotensina 2 mediate il recettore AT1 sono la vasocostrizione arteriolare e venosa, la stimolazione della secrezione di aldosterone, ma anche la stimolazione del sistema simpatico e l’ipertrofia cardiaca e vascolare. La riduzione di tale mediatore provoca: vasodilatazione, aumento della diuresi, inibizione dell’attività simpatica e riduzione della secrezione surrenalica di aldosterone.
Gli ACE inibitori, mimando lo stato di transizione tetraedrico dell’idrolisi peptidica, bloccano la conversione dell’angiotensina I (decapeptide inattivo) in angiotensina II (octapeptide attivo) interagendo con tre siti principali presenti nel sito attivo:
- Sito cationico con cui interagisce il terminale carbossilato (COO-) del substrato peptidico, tramite un legame ionico
- Un atomo di zinco localizzato in prossimità del legame peptidico labile e che coordina il CO (carbonio carbossilico) del legame peptidico adiacente aumentando la reattività del gruppo NH2 all’idrolisi e che serve a stabilizzare la carica negativa dell’intermedio tetraedrico
- Una tasca idrofobica che possa alloggiare un anello aromatico

L’enzima ACE è una zinco proteasi di membrana che taglia selettivamente il legame tra due amminoacidi aromatici: fenilalanina e istidina. Il meccanismo d'azione prevede la copresenza del cofattore zinco, il quale ha la funzione di aumentare la reattività del carbonio carbossilico, facilitando l’idrolisi: l’acqua attacca il carbonio carbossilico, si apre il doppio legame e si forma l’intermedio. Momentaneamente ci sono due molecole di acqua. L’intermedio evolve perdendo un idrogeno, si riforma il doppio legame con espulsione della porzione ammidica. Lo zinco è importante perché rende più prono all’attacco dell’acqua il carbonio, perché attrae su di sé gli elettroni dell’ossigeno.
Poiché l’ACE è un enzima relativamente aspecifico, gli ACE inibitori inibiscono anche il metabolismo della bradichinina, che porta ad una serie di effetti fisiologici: la bradichinina ha azione vasodilatatoria (l’azione ipotensiva degli ACE inibitori viene potenziata); stimola l’angiogenesi a livello capillare; è implicata in alcune forme di dolore (aumenta la sintesi di prostaglandine) e soprattutto dà broncocostrizione che si manifesta con tosse secca.
Con gli ACE inibitori viene stimolata la produzione riflessa di renina e angiotensina I che viene però degradata.

## Farmacocinetica
Dopo somministrazione orale, il Lisinopril viene assorbito rapidamente in modo variabile e incompleto per circa il 25%, con una variabilità tra pazienti del 6-60% a tutte le dosi studiate (5-80 mg). Nei pazienti affetti da insufficienza cardiaca, la biodisponibilità risulta ridotta di circa il 16%. L’assorbimento del Lisinopril non è influenzato dalla presenza di cibo. Il Lisinopril raggiunge la Cmax di 58 ng/mL in circa 6-7 ore (Tmax). Si sottolinea inoltre una tendenza ad un leggero ritardo del Tmax in caso di pazienti affetti da infarto miocardico acuto. Mentre l’inizio dell’azione farmacologica è presente già dopo 1 ora dall’assunzione.
Per quanto riguarda la distribuzione, il Lisinopril non sembra legarsi alle proteine plasmatiche, ma solo all’enzima ACE. Il volume di distribuzione apparente del Lisinopril è pari a 124 L.
Il Lisinopril non è metabolizzato ed è eliminato immodificato dal rene, principalmente per filtrazione glomerulare. Presenta un’emivita plasmatica di circa 13 ore e un’emivita terminale di 47 ore. Questo consente di assumere il farmaco in monosomministrazione giornaliera. Nei soggetti sani la clearance è di circa 50 mL/min. Il declino delle concentrazioni plasmatiche mostra una fase terminale prolungata che comunque non provoca accumulo del farmaco. Ciò probabilmente è dovuto al legame saturabile a livello dell’ACE e non è proporzionale alla dose.

## Indicazioni terapeutiche
È utilizzato come medicinale in cardiologia per trattare l'ipertensione. L'inibizione dell'ACE riduce le resistenze vascolari sistemiche e la pressione arteriosa in varie condizioni ipertensive, solo quando non c'è iperaldosteronismo. Gli ACE-inibitori, tra cui quindi il Lisinopril, oltre a provocare dilatazione arteriolare sistemica, aumentano anche la capacitanza dei vasi di grosso calibro, riducendo ulteriormente la pressione sistolica. È utilizzato anche nei confronti di episodi di scompenso cardiaco. Molti studi prospettici randomizzati e controllati con placebo hanno dimostrato che gli ACE-inibitori, e quindi anche il Lisinopril, usati nei pazienti con disfunzione ventricolare sinistra, vanno a prevenire o ritardare l'insorgere di scompenso e quindi riducono l'incidenza di morte improvvisa o di infarto miocardico.
Nei pazienti con infarto del miocardio è usato per prevenire la disfunzione del ventricolo sinistro e l'insufficienza cardiaca, in modo da migliorare l'aspettativa di vita assieme all'uso di altre misure terapeutiche adeguate.
È adeguatamente usato nelle complicanze renali e della retina causate da diabete mellito. Il Lisinopril serve a ridurre il tasso di escrezione urinaria di albumina nei pazienti ipertesi affetti da diabete mellito non-insulino dipendente con microalbuminuria.

## Controindicazioni
Il Lisinopril è sconsigliato nei casi di:
- Ipersensibilità[11]
- Anamnesi di edema angioneurotico dopo somministrazione di ACE-inibitori[11]
- Stenosi dell’aorta[11]
- Iperaldosteronismo primario[11]
- Gli ACE-inibitori, incluso Lisinopril, sono controindicati in caso di stenosi dell’arteria renale. In caso di stenosi, infatti, la filtrazione glomerulare è sostenuta da elevate concentrazioni di angiotensina II, che verrebbe inibita dagli ACE-inibitori con il rischio di insufficienza renale acuta[11]
- Gli ACE-inibitori sono controindicati in caso di gravidanza (tossicità fetale) e allattamento.[5]
- L'uso concomitante di Lisinopril con medicinali contenenti aliskiren è controindicato nei pazienti affetti da diabete mellito o compromissione renale (velocità di filtrazione glomerulare GFR < 60 ml/min/1.73 m²).[1]

## Avvertenze
Acido acetilsalicilico: nei pazienti con insufficienza cardiaca la co-somministrazione di ACE-inibitori e acido acetilsalicilico a dosaggio elevato (=/> 325 mg/die) è stato associato ad un aumento della mortalità. Questa correlazione non è stata osservata per dosi di acido acetilsalicilico uguali od inferiori a 160 mg/die.
Colonscopia dopo uso di sodio fosfato: il sodio fosfato è spesso impiegato come lassativo, per via rettale e/o per bocca, per svuotare l'ultima parte dell'intestino prima di una colonscopia. Il sodio fosfato è stato associato raramente a comparsa di insufficienza renale acuta per calcificazione tubulare irreversibile. Poiché anche gli ACE-inibitori sono stati associati a insufficienza renale acuta, il loro utilizzo deve essere interrotto prima della somministrazione di sodio fosfato come purgante.

## Effetti collaterali
L’incidenza degli effetti avversi varia a seconda dello stato di malattia per il quale il paziente viene trattato. I più frequenti effetti collaterali associati a Lisinopril sono tosse e capogiri. La tosse è un effetto collaterale di classe. 
Durante il trattamento con Lisinopril, e con altri ACE-Inibitori, sono stati osservati e segnalati i seguenti effetti indesiderati, con le seguenti frequenze: molto comune (≥1/10), comune (da ≥1/100 a <1/10), non comune (da ≥1/1.000 a <1/100), raro (da ≥1/10.000 a <1/1.000), molto raro (<1/10.000).
Patologie del sistema emolinfopoietico:
- Raro: diminuzione dell’emoglobina, diminuzioni dell’ematocrito.
- Molto raro: depressione midollare, anemia, leucopenia, neutropenia, anemia emolitica, malattie autoimmuni.

Disturbi del metabolismo e della nutrizione:
- Molto raro: ipoglicemia.

Patologie del sistema nervoso e disturbi psichiatrici:
- Comune: capogiri, cefalea.
- Non comune: alterazioni dell’umore, parestesie, vertigini, alterazioni del gusto, disturbi del sonno.
- Raro: confusione mentale.

Patologie cardiache e vascolari:
- Comune: ipotensione. Si deve prestare particolare attenzione ai pazienti con carenze saline, trattati con associazioni di farmaci antipertensivi o che manifestano scompenso cardiaco.[5]
- Non comune: infarto miocardico o accidente cerebrovascolare, palpitazioni, tachicardia. Fenomeno di Raynaud.

Patologie respiratorie, toraciche e mediastiniche:
- Comune: tosse. Il 5-20% dei pazienti in terapia con un ACE-inibitore presenta una tosse secca e fastidiosa, mediata dall'accumulo nei polmoni di bradichinina, sostanza P e/o prostaglandine.[5]
- Non comune: rinite.
- Molto raro: broncospasmo, sinusite, alveolite allergica/polmonite eosinofila.

Patologie gastrointestinali:
- Comune: diarrea, vomito.
- Non comune: nausea, dolore addominale e indigestione.
- Raro: bocca secca.
- Molto raro: pancreatite, angioedema intestinale, epatite epatocellulare o colestatica, ittero e insufficienza epatica.

Patologie della cute e del tessuto sottocutaneo:
- Non comune: eruzioni cutanee, prurito, ipersensibilità/edema angioneurotico (faccia, estremità, labbra, lingua, glottide, e/o laringe).[5]
- Raro: orticaria, alopecia, psoriasi.
- Molto raro: sudorazione, pemfigo, necrolisi epidermica tossica, sindrome di Stevens-Johnson, eritema multiforme.

Patologie renali e urinarie:
- Comune: disfunzione renale.
- Raro: uremia, insufficienza renale acuta.
- Molto raro: oliguria/anuria.

Patologie dell'apparato riproduttivo e della mammella:
- Non comune: impotenza.
- Raro: ginecomastia.

Patologie endocrine:
- Raro: sindrome da inappropriata secrezione dell’ormone antidiuretico (SIADH).

Patologie sistemiche e condizioni relative alla sede di somministrazione:
- Non comune: affaticamento, astenia.

### Gravidanza e tossicità riproduttiva
Gli ACE-inibitori, tra cui il Lisinopril, sono associati a tossicità embrio-fetale se somministrati in gravidanza o allattamento, poiché riescono a passare nel latte. L'assunzione di ACE-inibitori durante il primo trimestre è associato a malformazioni congenite. Durante il primo trimestre di gravidanza l’evidenza epidemiologica sul rischio di teratogenicità, a seguito dell’esposizione ad ACE-inibitori, non ha dato risultati conclusivi; tuttavia non può essere escluso un piccolo aumento del rischio.
In uno studio clinico retrospettivo, che ha preso in considerazione una coorte di più di 29.000 bambini, è emerso un rischio aumentato di malformazioni maggiori congenite (RR: 2,71; IC 95% 1,7-4,3) per i bambini esposti ad ACE-inibitori nei primi tre mesi di gravidanza rispetto ai bambini non esposti a farmaci antipertensivi. I bambini esposti agli ACE-inibitori hanno presentato un rischio aumentato per malformazioni cardiache e del sistema nervoso, ma non per altre malformazioni.
L'esposizione agli ACE-inibitori durante il secondo e terzo trimestre determina invece fetotossicità e tossicità neonatale (dovuti al fatto che usando ACE-inibitori si bloccano le funzioni dell'angiotensina II a livello dei suoi recettori AT2, i quali avrebbero effetti positivi per il feto) determinando insufficienza renale, anuria, ipotensione e iperkaliemia.
È inoltre consigliato alle donne che potrebbero andare incontro a gravidanza l'impiego di altri tipi di antipertensivi.

## Dosaggi e via di somministrazione
La dose del Lisinopril deve essere personalizzata secondo il profilo del paziente e della risposta pressoria. Se la riduzione pressoria non è sufficiente di solito si consiglia l'uso in associazione con diuretici. Può essere somministrato a stomaco pieno oppure a digiuno poiché il suo assorbimento gastrointestinale non è influenzato dal cibo. Di norma si raccomanda di assumerlo sempre alla stessa ora.
- Scompenso cardiaco:[1] nei pazienti con scompenso cardiaco, il Lisinopril deve essere utilizzato come terapia aggiuntiva ai diuretici e, se appropriato, ai glicosidi digitalici o ai beta-bloccanti. La dose iniziale in questo caso è di 2.5 mg/die.[19] La dose può essere aumentata in base alla risposta clinica del paziente nei seguenti modi:[10]
  - ad intervalli non inferiori alle due settimane
  - con incrementi non superiori ai 10 mg
  - dose massima tollerata 35 mg/die

- Ipertensione:[1] nei pazienti con ipertensione la dose iniziale raccomandata è 10 mg.[19] Nei pazienti con un sistema RAS molto attivo la dose consigliata è 2.5-5 mg e l'inizio del trattamento deve avvenire sotto controllo medico. Il dosaggio di mantenimento è di 20 mg in un'unica somministrazione giornaliera. L'inizio di questa terapia può causare ipotensione sintomatica; questo è più probabile in pazienti che sono trattati anche con diuretici. Se il paziente è trattato con diuretici la dose iniziale di Lisinopril è di 5 mg.

Il dosaggio nei pazienti con compromissione renale deve basarsi sulla clearance renale secondo la seguente tabella:
| clearance della creatinina mL/min | dose iniziale mg/die |
| --------------------------------- | -------------------- |
| <10 mL/min                        | 2.5 mg               |
| 10-30 mL/min                      | 2.5-5 mg             |
| 31-80 mL/min                      | 5-10 mg              |

- Profilassi post infarto miocardico acuto:[1] il trattamento con Lisinopril può iniziare 24 ore dopo la comparsa dei sintomi. Non deve essere somministrato se la pressione sistolica è minore di 100 mmHg. Per l'infarto miocardico acuto la dose iniziale è di 5 mg dopo 24 ore, 10 mg dopo 48 ore e poi 10 mg/die. In caso il paziente avesse anche insufficienza cardiaca allora il dosaggio di Lisinopril dev'essere aggiustato in base alla clearance della creatinina.

- Nefropatia incipiente:[1] in questo caso la dose di Lisinopril è di 10 mg una volta al giorno, che può essere incrementata fino a 20 mg una volta al giorno. Anche in questo caso, nei casi di insufficienza renale, il dosaggio iniziale dev'essere aggiustato in base alla clearance della creatinina.

- Età pediatrica:[1] nei bambini ipertesi, con peso da 20 a 50 kg, la dose raccomandata è di 2.5 mg una volta al giorno. La dose poi di mantenimento è di 20 mg. Se invece il bambino ha un peso maggiore di 50 kg, allora la dose di mantenimento è di 40 mg. In bambini con funzionalità renale diminuita si diminuisce la dose iniziale.

## Sovradosaggio
I sintomi rilevabili dovuti al sovradosaggio di ACE-inibitori, tra cui Lisinopril, possono includere ipotensione, shock circolatorio, alterazione degli elettroliti, insufficienza renale, iperventilazione, tachicardia, palpitazioni, bradicardia, capogiri, ansia e tosse. Il trattamento in questi casi include l’infusione endovenosa di soluzione fisiologica. Se si manifesta ipotensione, il paziente deve essere posizionato come in caso di shock. Se il sovradosaggio è recente, si procede con l’eliminazione del Lisinopril tramite vomito, lavanda gastrica, somministrazione di adsorbenti e sodio solfato. Inoltre può essere rimosso dalla circolazione con emodialisi.

## Studi clinici

### Effetti sulla mortalità
Molti studi clinici sono stati fatti nei confronti del Lisinopril e della sua efficacia. Tra i più rilevanti si ricorda lo studio GISSI-3 del 1994 dove si è visto come, in pazienti post-infarto miocardico acuto, l’utilizzo di una dose fino a 10 mg/die di Lisinopril in monoterapia riducesse la mortalità dell'11%. Se usato in associazione a nitrato endovenoso e seguìto da nitrato transdermico la riduceva del 17%.

### Effetti su pazienti diabetici
Sempre in uno studio GISSI-3, si è visto che il Lisinopril ha effetto anche su pazienti diabetici con infarto miocardico acuto. In particolare, una dose da 5 a 10 mg ha migliorato la sopravvivenza riducendo la mortalità del 44,1% in pazienti IDDM e del 24,5% in pazienti NIDDM rispetto al controllo.
Oltre ad abbassare la pressione sanguigna e ad aumentare la sopravvivenza, si è visto migliorare i parametri della funzione renale in pazienti diabetici. È risaputa infatti una correlazione tra diabete e nefropatie. In particolare, nei pazienti diabetici è presente un aumento della permeabilità dei capillari glomerulari causata da iperglicemia; questo porta a un aumento dell’escrezione di albumina. Grazie all’utilizzo di Lisinopril si ha un effetto positivo sull’AER (velocità di escrezione di albumina; considerata un indicatore precoce di nefropatia diabetica). Da notare però è l’importanza di conoscere il genotipo del gene ACE poiché si è visto che i pazienti diabetici con genotipo I/I hanno maggior beneficio dal Lisinopril rispetto a coloro che hanno genotipo D/D. I risultati dello studio EUCLID sull’AER hanno riportato che tale valore a 2 anni infatti era inferiore del 51,3% con Lisinopril, rispetto al controllo, nei pazienti con genotipo I/I, 14,8% nel gruppo I/D e 7,7% nel gruppo D/D.

### Effetti sulla fibrosi miocardica
L'ipertensione arteriosa è uno dei vari fattori che possono causare fibrosi cardiaca. In particolare, uno studio prospettico, doppio cieco, randomizzato ha considerato il possibile effetto del Lisinopril sulla fibrosi cardiaca rispetto all'idroclorotiazide (HCTZ). Sono stati valutati la frazione del volume del collagene LV e la concentrazione di idrossiprolina miocardica su 35 pazienti con ipertensione primaria ed evidenza morfologica di fibrosi miocardica. Come risultato si è visto che, mentre il trattamento con HCTZ non ha mostrato effetto, il trattamento con Lisinopril ha determinato la regressione della fibrosi miocardica.